# Grand Prix Las Vegas 2024
Grand Prix Las Vegas 2024, oficjalnie Formula 1 Heineken Silver Las Vegas Grand Prix 2024 – dwudziesta druga runda Mistrzostw Świata Formuły 1 w sezonie 2024. Grand Prix odbyło się w dniach 22–24 listopada 2024 na torze Las Vegas Strip Circuit w Paradise. Wyścig po starcie z pole position wygrał George Russell (Mercedes), a na podium stanęli kolejno: Lewis Hamilton (Mercedes) i Carlos Sainz Jr. (Ferrari). Swój czwarty tytuł w karierze wywalczył Max Verstappen.

## Lista startowa
| Nr          | Kierowca         | Zespół                        | Samochód                          | Silnik              | Opony |
| ----------- | ---------------- | ----------------------------- | --------------------------------- | ------------------- | ----- |
| 1           | Max Verstappen   | Oracle Red Bull Racing        | Red Bull RB20                     | Honda RBPTH002      | P     |
| 4           | Lando Norris     | McLaren Formula 1 Team        | McLaren MCL38                     | Mercedes-AMG F1 M15 | P     |
| 10          | Pierre Gasly     | BWT Alpine F1 Team            | Alpine A524                       | Renault E-Tech RE24 | P     |
| 11          | Sergio Pérez     | Oracle Red Bull Racing        | Red Bull RB20                     | Honda RBPTH002      | P     |
| 14          | Fernando Alonso  | Aston Martin Aramco F1 Team   | Aston Martin AMR24                | Mercedes-AMG F1 M15 | P     |
| 16          | Charles Leclerc  | Scuderia Ferrari HP           | Ferrari SF-24                     | Ferrari 066/12      | P     |
| 18          | Lance Stroll     | Aston Martin Aramco F1 Team   | Aston Martin AMR24                | Mercedes-AMG F1 M15 | P     |
| 20          | Kevin Magnussen  | MoneyGram Haas F1 Team        | Haas VF-24                        | Ferrari 066/10      | P     |
| 22          | Yūki Tsunoda     | Visa Cash App RB F1 Team      | RB VCARB 01                       | Honda RBPTH002      | P     |
| 23          | Alexander Albon  | Williams Racing               | Williams FW46                     | Mercedes-AMG F1 M15 | P     |
| 24          | Zhou Guanyu      | Stake F1 Team Kick Sauber     | Kick Sauber C44                   | Ferrari 066/12      | P     |
| 27          | Nico Hülkenberg  | MoneyGram Haas F1 Team        | Haas VF-24                        | Ferrari 066/10      | P     |
| 30          | Liam Lawson      | Visa Cash App RB F1 Team      | RB VCARB 01                       | Honda RBPTH002      | P     |
| 31          | Esteban Ocon     | BWT Alpine F1 Team            | Alpine A524                       | Renault E-Tech RE24 | P     |
| 43          | Franco Colapinto | Williams Racing               | Williams FW46                     | Mercedes-AMG F1 M15 | P     |
| 44          | Lewis Hamilton   | Mercedes-AMG PETRONAS F1 Team | Mercedes-AMG F1 W15 E Performance | Mercedes-AMG F1 M15 | P     |
| 55          | Carlos Sainz Jr. | Scuderia Ferrari HP           | Ferrari SF-24                     | Ferrari 066/12      | P     |
| 63          | George Russell   | Mercedes-AMG PETRONAS F1 Team | Mercedes-AMG F1 W15 E Performance | Mercedes-AMG F1 M15 | P     |
| 77          | Valtteri Bottas  | Stake F1 Team Kick Sauber     | Kick Sauber C44                   | Ferrari 066/12      | P     |
| 81          | Oscar Piastri    | McLaren Formula 1 Team        | McLaren MCL38                     | Mercedes-AMG F1 M15 | P     |
| Źródło: FIA |                  |                               |                                   |                     |       |

## Wyniki

### Najlepsze czasy sesji treningowych
| Sesja       | Nr | Kierowca       | Konstruktor | Czas     | Okr. |
| ----------- | -- | -------------- | ----------- | -------- | ---- |
| 1           | 44 | Lewis Hamilton | Mercedes    | 1:35,001 | 26   |
| 2           | 44 | Lewis Hamilton | Mercedes    | 1:33,825 | 25   |
| 3           | 63 | George Russell | Mercedes    | 1:33,570 | 18   |
| Źródło: FIA |    |                |             |          |      |

### Kwalifikacje
| P                    | Nr | Kierowca         | Konstruktor                  | Czasy w kwalifikacjach | Czasy w kwalifikacjach | Czasy w kwalifikacjach | Poz. s. |
| P                    | Nr | Kierowca         | Konstruktor                  | Q1                     | Q2                     | Q3                     | Poz. s. |
| -------------------- | -- | ---------------- | ---------------------------- | ---------------------- | ---------------------- | ---------------------- | ------- |
| 1                    | 63 | George Russell   | Mercedes                     | 1:33,186               | 1:32,779               | 1:32,312               | 1       |
| 2                    | 55 | Carlos Sainz Jr. | Ferrari                      | 1:33,484               | 1:32,711               | 1:32,410               | 2       |
| 3                    | 10 | Pierre Gasly     | Alpine-Renault               | 1:33,691               | 1:32,879               | 1:32,664               | 3       |
| 4                    | 16 | Charles Leclerc  | Ferrari                      | 1:33,446               | 1:33,016               | 1:32,783               | 4       |
| 5                    | 1  | Max Verstappen   | Red Bull Racing-Honda RBPT   | 1:33,299               | 1:33,085               | 1:32,797               | 5       |
| 6                    | 4  | Lando Norris     | McLaren-Mercedes             | 1:33,592               | 1:33,099               | 1:33,008               | 6       |
| 7                    | 22 | Yūki Tsunoda     | RB-Honda RBPT                | 1:33,789               | 1:33,089               | 1:33,029               | 7       |
| 8                    | 81 | Oscar Piastri    | McLaren-Mercedes             | 1:33,450               | 1:33,024               | 1:33,033               | 8       |
| 9                    | 27 | Nico Hülkenberg  | Haas-Ferrari                 | 1:33,920               | 1:33,114               | 1:33,062               | 9       |
| 10                   | 44 | Lewis Hamilton   | Mercedes                     | 1:33,225               | 1:32,567               | 1:48,106               | 10      |
| 11                   | 31 | Esteban Ocon     | Alpine-Renault               | 1:33,968               | 1:33,221               |                        | 11      |
| 12                   | 20 | Kevin Magnussen  | Haas-Ferrari                 | 1:33,991               | 1:33,297               |                        | 12      |
| 13                   | 24 | Zhou Guanyu      | Kick Sauber-Ferrari          | 1:34,079               | 1:33,566               |                        | 13      |
| 14                   | 43 | Franco Colapinto | Williams-Mercedes            | 1:33,746               | 1:33,749               |                        | PL      |
| 15                   | 30 | Liam Lawson      | RB-Honda RBPT                | 1:34,087               | 1:34,257               |                        | 14      |
| 16                   | 11 | Sergio Pérez     | Red Bull Racing-Honda RBPT   | 1:34,155               |                        |                        | 15      |
| 17                   | 14 | Fernando Alonso  | Aston Martin Aramco-Mercedes | 1:34,258               |                        |                        | 16      |
| 18                   | 23 | Alexander Albon  | Williams-Mercedes            | 1:34,425               |                        |                        | 17      |
| 19                   | 77 | Valtteri Bottas  | Kick Sauber-Ferrari          | 1:34,430               |                        |                        | 19      |
| 20                   | 18 | Lance Stroll     | Aston Martin Aramco-Mercedes | 1:34,484               |                        |                        | 18      |
| 107% czasu: 1:39,709 |    |                  |                              |                        |                        |                        |         |
| Źródło: FIA          |    |                  |                              |                        |                        |                        |         |

### Wyścig
| P           | Nr | Kierowca         | Konstruktor                  | Okr. | Czas         | Poz. s. | +/−       | Punkty |
| ----------- | -- | ---------------- | ---------------------------- | ---- | ------------ | ------- | --------- | ------ |
| 1           | 63 | George Russell   | Mercedes                     | 50   | 1:22:05,969  | 1       | Bez zmian | 25     |
| 2           | 44 | Lewis Hamilton   | Mercedes                     | 50   | +7,313       | 10      | 8         | 18     |
| 3           | 55 | Carlos Sainz Jr. | Ferrari                      | 50   | +11,906      | 2       | 1         | 15     |
| 4           | 16 | Charles Leclerc  | Ferrari                      | 50   | +14,283      | 4       | Bez zmian | 12     |
| 5           | 1  | Max Verstappen   | Red Bull Racing-Honda RBPT   | 50   | +16,582      | 5       | Bez zmian | 10     |
| 6           | 4  | Lando Norris     | McLaren-Mercedes             | 50   | +43,385      | 6       | Bez zmian | 8+1    |
| 7           | 81 | Oscar Piastri    | McLaren-Mercedes             | 50   | +51,365      | 8       | 1         | 6      |
| 8           | 27 | Nico Hülkenberg  | Haas-Ferrari                 | 50   | +59,808      | 9       | 1         | 4      |
| 9           | 22 | Yūki Tsunoda     | RB-Honda RBPT                | 50   | +62,808      | 7       | 2         | 2      |
| 10          | 11 | Sergio Pérez     | Red Bull Racing-Honda RBPT   | 50   | +63,114      | 15      | 5         | 1      |
| 11          | 14 | Fernando Alonso  | Aston Martin Aramco-Mercedes | 50   | +69,195      | 16      | 5         |        |
| 12          | 20 | Kevin Magnussen  | Haas-Ferrari                 | 50   | +69,803      | 12      | Bez zmian |        |
| 13          | 24 | Zhou Guanyu      | Kick Sauber-Ferrari          | 50   | +74,085      | 13      | Bez zmian |        |
| 14          | 43 | Franco Colapinto | Williams-Mercedes            | 50   | +75,172      | PL      | 6         |        |
| 15          | 18 | Lance Stroll     | Aston Martin Aramco-Mercedes | 50   | +84,102      | 18      | 3         |        |
| 16          | 30 | Liam Lawson      | RB-Honda RBPT                | 50   | +91,005      | 14      | 2         |        |
| 17          | 31 | Esteban Ocon     | Alpine-Renault               | 49   | +1 okrążenie | 11      | 6         |        |
| 18          | 77 | Valtteri Bottas  | Kick Sauber-Ferrari          | 49   | +1 okrążenie | 19      | 1         |        |
| NS          | 23 | Alexander Albon  | Williams-Mercedes            | 25   | NU (turbo)   | 17      |           |        |
| NS          | 10 | Pierre Gasly     | Alpine-Renault               | 15   | NU (slinik)  | 3       |           |        |
| Źródło: FIA |    |                  |                              |      |              |         |           |        |

### Najszybsze okrążenie
| Nr          | Kierowca     | Konstruktor      | Czas     | Okr. |
| ----------- | ------------ | ---------------- | -------- | ---- |
| 4           | Lando Norris | McLaren-Mercedes | 1:34,876 | 50   |
| Źródło: FIA |              |                  |          |      |

### Prowadzenie w wyścigu
| Nr                              | Kierowca       | Konstruktor | Okrążenia   | Suma |
| ------------------------------- | -------------- | ----------- | ----------- | ---- |
| 63                              | George Russell | Mercedes    | 1–12, 14–50 | 49   |
| 44                              | Lewis Hamilton | Mercedes    | 13          | 1    |
| \| Wykres \| \| ------ \| \| \| |                |             |             |      |
| Źródło: FIA                     |                |             |             |      |
| Wykres                          |                |             |             |      |
|                                 |                |             |             |      |

## Klasyfikacja po wyścigu

### Kierowcy
| P           | +/−       | Kierowca         | Zgł. | Punkty | P1 | P2 | P3 | PP | NO | NS | NU | NW | DK | WYK |
| ----------- | --------- | ---------------- | ---- | ------ | -- | -- | -- | -- | -- | -- | -- | -- | -- | --- |
| 1           | Bez zmian | Max Verstappen   | 22   | 403    | 8  | 4  | 1  | 8  | 3  | 2  | 2  | –  | –  | –   |
| 2           | Bez zmian | Lando Norris     | 22   | 340    | 3  | 6  | 3  | 7  | 5  | –  | 1  | –  | –  | –   |
| 3           | Bez zmian | Charles Leclerc  | 22   | 319    | 3  | 2  | 6  | 3  | 3  | 1  | 1  | –  | –  | –   |
| 4           | Bez zmian | Oscar Piastri    | 22   | 268    | 2  | 4  | 1  | –  | 1  | –  | –  | –  | –  | –   |
| 5           | Bez zmian | Carlos Sainz Jr. | 21   | 259    | 2  | 1  | 5  | 1  | 1  | 2  | 3  | –  | –  | –   |
| 6           | Bez zmian | George Russell   | 22   | 217    | 2  | –  | 2  | 3  | 2  | 1  | 2  | –  | 1  | –   |
| 7           | Bez zmian | Lewis Hamilton   | 22   | 208    | 2  | 1  | 2  | –  | 2  | 2  | 2  | –  | –  | –   |
| 8           | Bez zmian | Sergio Pérez     | 22   | 152    | –  | 3  | 1  | –  | 1  | 2  | 3  | –  | –  | –   |
| 9           | Bez zmian | Fernando Alonso  | 22   | 62     | –  | –  | –  | –  | 2  | 1  | 1  | –  | –  | –   |
| 10          | Bez zmian | Nico Hülkenberg  | 22   | 35     | –  | –  | –  | –  | –  | 2  | 1  | –  | 1  | –   |
| 11          | Bez zmian | Yūki Tsunoda     | 22   | 30     | –  | –  | –  | –  | –  | 4  | 4  | –  | –  | –   |
| 12          | Bez zmian | Pierre Gasly     | 22   | 26     | –  | –  | 1  | –  | –  | 4  | 3  | 1  | –  | –   |
| 13          | Bez zmian | Lance Stroll     | 22   | 24     | –  | –  | –  | –  | –  | 2  | 1  | 1  | –  | –   |
| 14          | Bez zmian | Esteban Ocon     | 22   | 23     | –  | 1  | –  | –  | 1  | 1  | 1  | –  | –  | –   |
| 15          | Bez zmian | Kevin Magnussen  | 20   | 14     | –  | –  | –  | –  | –  | 1  | 2  | –  | –  | 1   |
| 16          | Bez zmian | Alexander Albon  | 22   | 12     | –  | –  | –  | –  | –  | 7  | 6  | 1  | –  | –   |
| 17          | Bez zmian | Daniel Ricciardo | 18   | 12     | –  | –  | –  | –  | 1  | 2  | 2  | –  | –  | –   |
| 18          | Bez zmian | Oliver Bearman   | 3    | 7      | –  | –  | –  | –  | –  | –  | –  | –  | –  | –   |
| 19          | Bez zmian | Franco Colapinto | 7    | 5      | –  | –  | –  | –  | –  | 1  | 1  | –  | –  | –   |
| 20          | Bez zmian | Liam Lawson      | 4    | 4      | –  | –  | –  | –  | –  | –  | –  | –  | –  | –   |
| 21          | Bez zmian | Zhou Guanyu      | 22   | 0      | –  | –  | –  | –  | –  | 2  | 2  | –  | –  | –   |
| 22          | Bez zmian | Logan Sargeant   | 14   | 0      | –  | –  | –  | –  | –  | 2  | 2  | –  | –  | –   |
| 23          | Bez zmian | Valtteri Bottas  | 22   | 0      | –  | –  | –  | –  | –  | 1  | 1  | –  | –  | –   |
| Źródło: FIA |           |                  |      |        |    |    |    |    |    |    |    |    |    |     |

### Konstruktorzy
| P           | +/-       | Konstruktor                  | Zgł. | Punkty | P1 | P2 | P3 | PP | NO | NS | NU | NW | DK | WYK |
| ----------- | --------- | ---------------------------- | ---- | ------ | -- | -- | -- | -- | -- | -- | -- | -- | -- | --- |
| 1           | Bez zmian | McLaren-Mercedes             | 44   | 608    | 5  | 10 | 4  | 7  | 6  | –  | 1  | –  | –  | –   |
| 2           | Bez zmian | Ferrari                      | 44   | 584    | 5  | 3  | 11 | 4  | 4  | 3  | 4  | –  | –  | –   |
| 3           | Bez zmian | Red Bull Racing-Honda RBPT   | 44   | 555    | 8  | 7  | 2  | 8  | 4  | 3  | 4  | –  | –  | –   |
| 4           | Bez zmian | Mercedes                     | 44   | 425    | 4  | 1  | 4  | 3  | 4  | 3  | 4  | –  | 1  | –   |
| 5           | Bez zmian | Aston Martin Aramco-Mercedes | 44   | 86     | –  | –  | –  | –  | 2  | 3  | 2  | 1  | –  | –   |
| 6           | 1         | Haas-Ferrari                 | 44   | 50     | –  | –  | –  | –  | –  | 3  | 2  | –  | 1  | 1   |
| 7           | 1         | Alpine-Renault               | 44   | 49     | –  | 1  | 1  | –  | 1  | 5  | 4  | 1  | –  | –   |
| 8           | Bez zmian | RB-Honda RBPT                | 44   | 46     | –  | –  | –  | –  | 1  | 6  | 6  | –  | –  | –   |
| 9           | Bez zmian | Williams-Mercedes            | 43   | 17     | –  | –  | –  | –  | –  | 10 | 9  | 1  | –  | –   |
| 10          | Bez zmian | Kick Sauber-Ferrari          | 44   | 0      | –  | –  | –  | –  | –  | 3  | 3  | –  | –  | –   |
| Źródło: FIA |           |                              |      |        |    |    |    |    |    |    |    |    |    |     |